# Hachirō Nakagawa
Pour les articles homonymes, voir Nakagawa (homonymie).
Hachirō Nakagawa (中川 八郎, Nakagawa Hachirō) est un peintre de paysages japonais des XIXe et XXe siècles, né en 1877 dans la préfecture d'Ehime et mort en 1922 à Tokyo.

## Biographie
Hachirō Nakagawa est élève de Matsubara Sangoro et Koyama Shōtarō. En 1899, il vient en Europe poursuivre ses études et, en 1902, avec Maruyama Banka il participe à la création du Taiheiyo Gakai. Par la suite, il revient en Europe puis part pour les États-Unis pour encore étudier. La plupart du temps, il vit et travaille à Tokyo.
Il expose au Teiten, dont il est plusieurs fois lauréat, et fait aussi partie du comité d'accrochage du Buten (Salon du ministère de l'éducation), où il expose.
Peintre de style occidental, il se spécialise dans les représentations de paysages.